# Rezervația naturală Hrușca
Hrușca este o rezervație naturală de plante medicinale în raionul Camenca, Transnistria, Republica Moldova. Este amplasată în ocolul silvic Camenca, Valea Hrușca, parcelele 3-5. Are o suprafață de 170 ha. Obiectul este administrat de Gospodăria Silvică de Stat Rîbnița.